# Lejweleputswa
Lejweleputswa – dystrykt w Republice Południowej Afryki, w prowincji Wolne Państwo. Siedzibą administracyjną dystryktu jest Welkom.
Dystrykt dzieli się na gminy:
- Matjhabeng
- Nala
- Masilonyana
- Tswelopele
- Tokologo